# Phillipstown
Phillipstown és una població dels Estats Units a l'estat d'Illinois. Segons el cens del 2000 tenia 28 habitants.

## Demografia
Segons el cens del 2000, Phillipstown tenia 28 habitants, 13 habitatges, i 7 famílies. La densitat de població era de 40 habitants/km².
Dels 13 habitatges en un 15,4% hi vivien nens de menys de 18 anys, en un 61,5% hi vivien parelles casades, en un 0% dones solteres, i en un 38,5% no eren unitats familiars. En el 30,8% dels habitatges hi vivien persones soles el 15,4% de les quals corresponia a persones de 65 anys o més que vivien soles. El nombre mitjà de persones vivint en cada habitatge era de 2,15 i el nombre mitjà de persones que vivien en cada família era de 2,75.
Per edats la població es repartia de la següent manera: un 14,3% tenia menys de 18 anys, un 7,1% entre 18 i 24, un 35,7% entre 25 i 44, un 17,9% de 45 a 60 i un 25% 65 anys o més.
L'edat mediana era de 42 anys. Per cada 100 dones de 18 o més anys hi havia 100 homes.
La renda mediana per habitatge era de 42.917 $ i la renda mediana per família de 44.167 $. Els homes tenien una renda mediana de 43.125 $ mentre que les dones 43.750 $. La renda per capita de la població era de 21.188 $. Cap de les famílies i el 4% de la població estaven per davall del llindar de pobresa.

## Poblacions més properes
El següent diagrama mostra les poblacions més properes.